# Wimpel (Nonne)

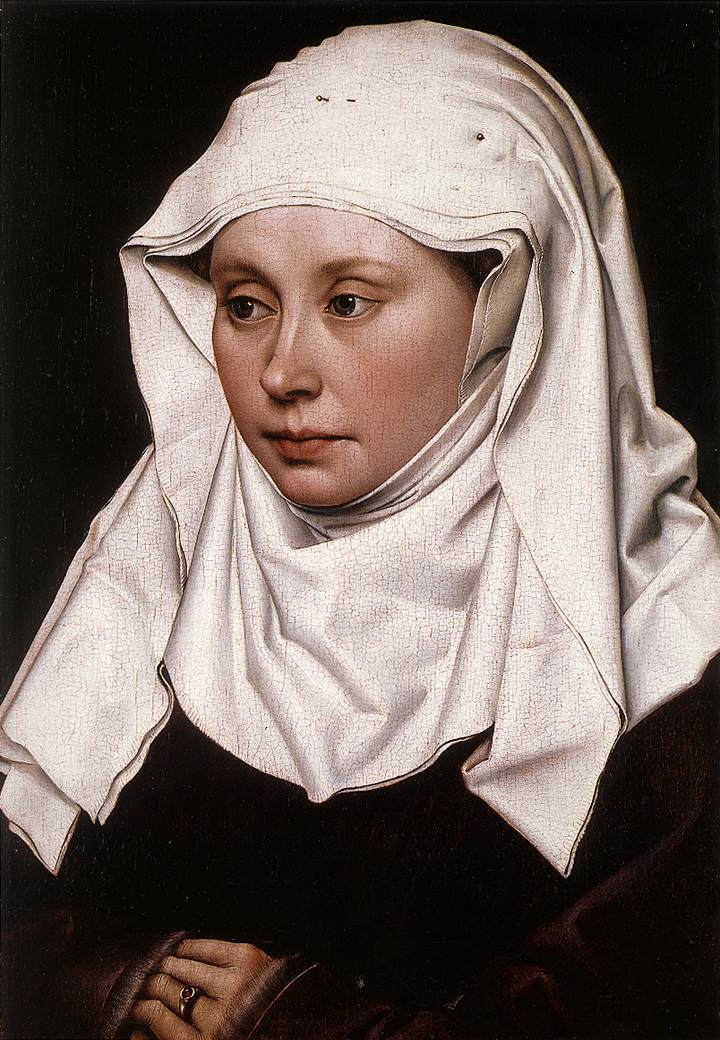
Ein Wimpel, dargestellt von Robert Campin, ca. 1430–1435. Der vierfach gelegte Stoff wird am Oberkopf mit Nadeln gehalten.

Der Wimpel (von mhd. wimpel, ahd. wimpal) ist ein Bestandteil der Ordenstracht, also der Brustschleier der Nonnen, der Hals und Brust bedeckt. Es besteht in der Regel aus weißem Leinen oder Seide. Die Entsprechung bei den Mönchen ist der Brustkragen, Monzetta genannt.
Die althochdeutsche Entsprechung winfila aus einer Glosse des 9. Jh. zeigt die Wortbedeutung Kopftuch, aus der sich die heutige (seemännische) Bedeutung Wimpel als kleine Fahne entwickelte. Ins französische wurde die Bedeutung „Brustschleier der Nonnen“ in Form von guimpe entlehnt, wobei das französische Verb guimpler „ins Kloster stecken“ bedeutet.

## Beschreibung
Rise oder Wimpel entsprechen der französischen Guimpe, sind also kein Synonym für Schleier, sondern ein Tuch, das nicht über den Kopf gelegt wird, sondern Hals, Nacken und Kinn bedeckt und von unten in Höhe der Ohren an der Frisur befestigt wird. Die Rise wurde in Deutschland während des ganzen 14. und des beginnenden 15. Jahrhunderts getragen und war meistens von weißem Leinen oder Seide gemacht, in verschiedener Länge mit und ohne Rüschenverzierung. Ende des 14. Jahrhunderts gab es in Nürnberg neben den weißen auch „rote reisen“ und in Göttingen den „wimpele“ aus golddurchwirkten, perlenbesetzten Seidenstoffen während des ganzen 14. Jahrhunderts, oft in Verbindung mit den Kruselern getragen.
Der Wimpel ist erst in der Neuzeit der Nonnentracht beigefügt worden, denn im Mittelalter war statt desselben ein einfaches, den Hals freilassendes Busentuch gebräuchlich.

## Geschichte
Wimpel wurden ab dem 9. Jahrhundert von verheirateten Frauen in Deutschland als Kopfbedeckung getragen, in Frankreich war die Guimpe als Kopfbedeckung von der zweiten Hälfte des 12. Jahrhunderts bis ins 15. Jahrhundert verbreitet und wurde zuweilen, über die Nase gezogen, als Cachenez bezeichnet.
Die Guimpe wird im Englischen und Französischen auch mit dem Gebende des 13. Jahrhunderts und im Deutschen mit der Rise des späten 14. und frühen 15. Jahrhunderts gleichgesetzt.
Im späten 19. Jahrhundert wurden auch Brusteinsätze aus weißem, dünnem, gelegentlich mit Rüschen verziertem Stoff als Guimpe bezeichnet.
Heute findet der Begriff für das rund abschließende oder viereckig geschnittene Brusttuch beim Habit von Nonnen und Ordensschwestern Verwendung. Die Guimpe kann zum Beispiel aus einem leinernen Umlegekragen über oder unter der Tunika des Habits bestehen. Bei manchen französischen Habits ist das Brusttuch ähnlich dem Beffchen der Abbés geschnitten.

## Verschiedene Formen

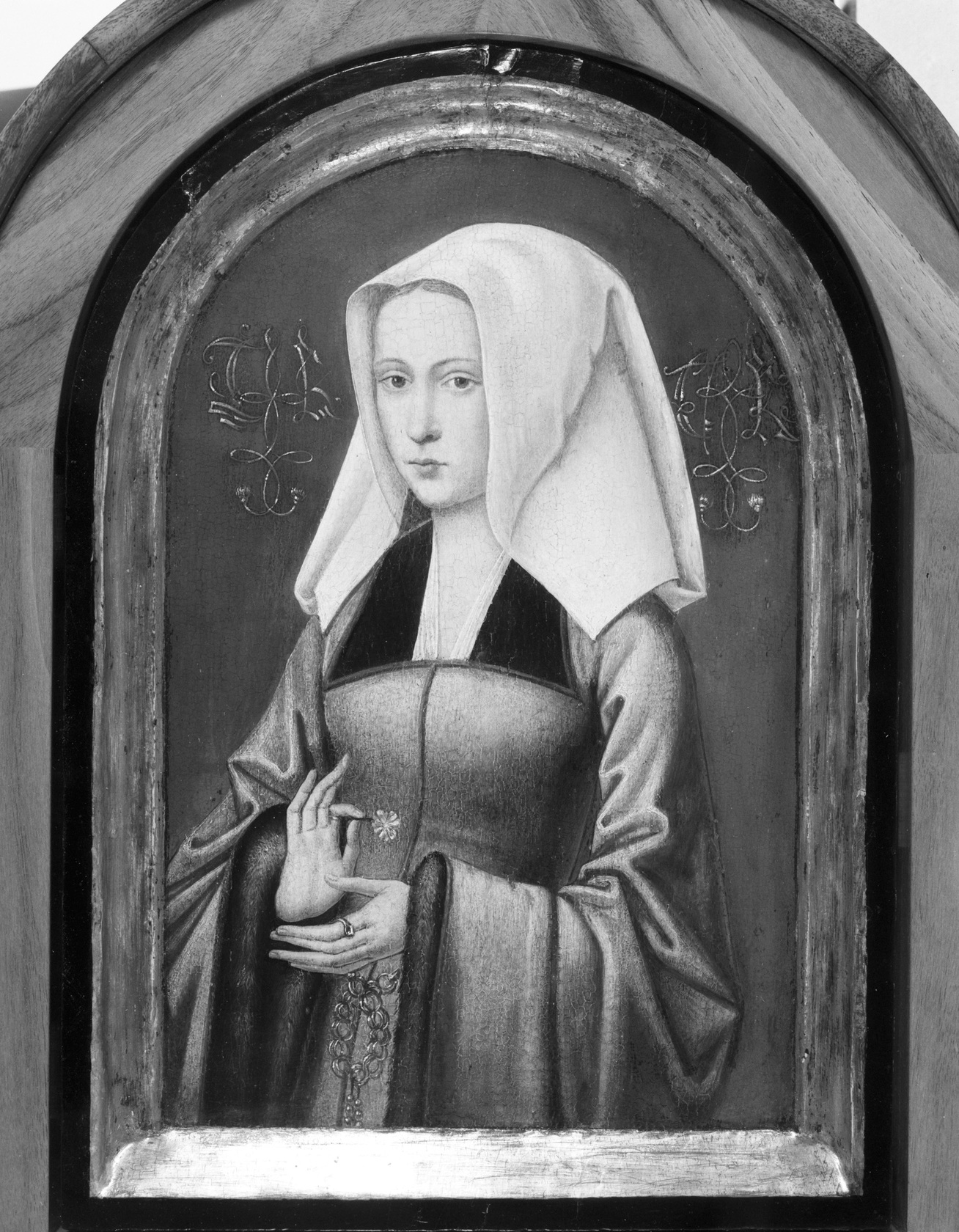
Anonym: Porträt einer jungen Frau mit Wimpel, um 1515.
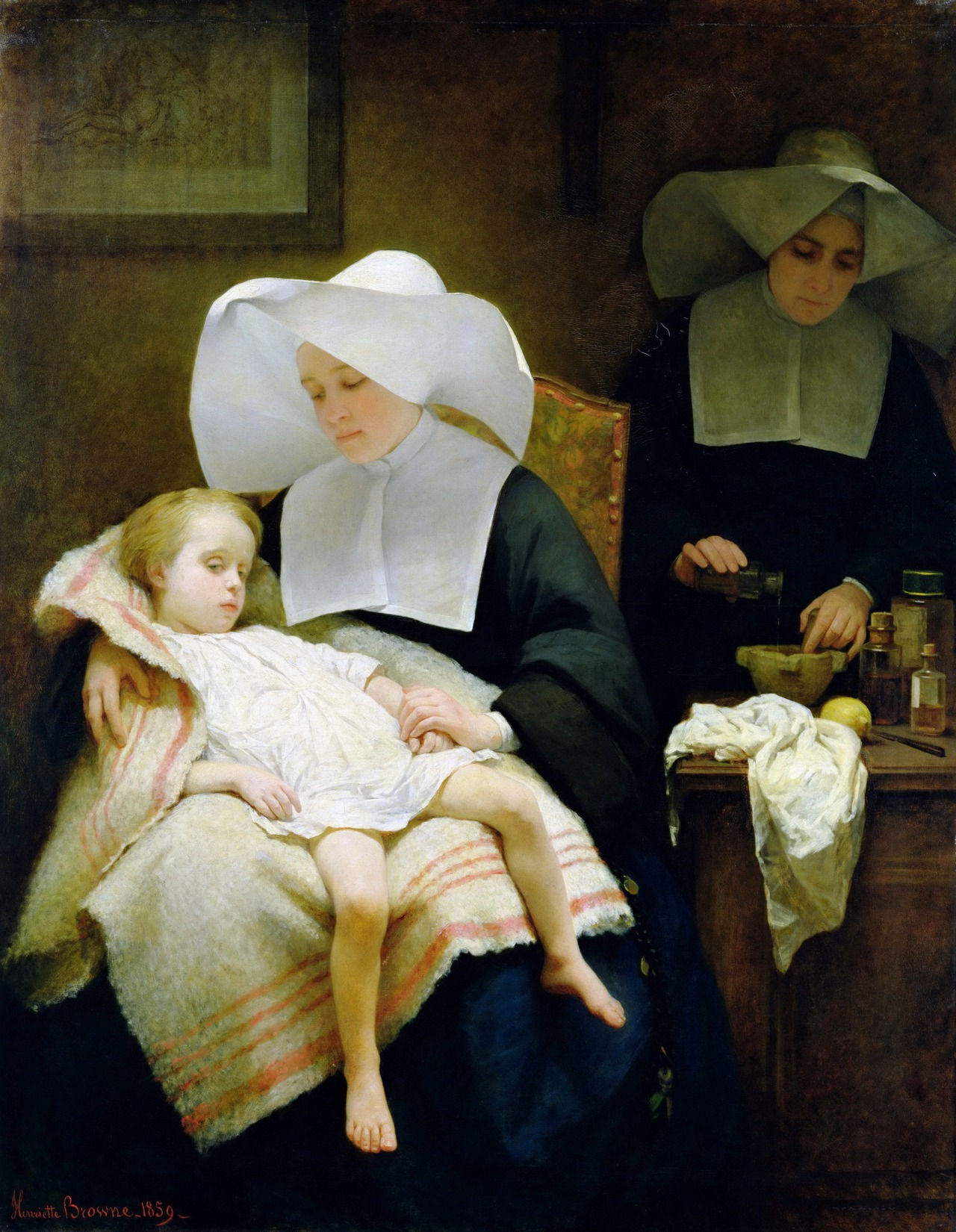
Henriette Browne: Vinzentinerinnen, 1859.
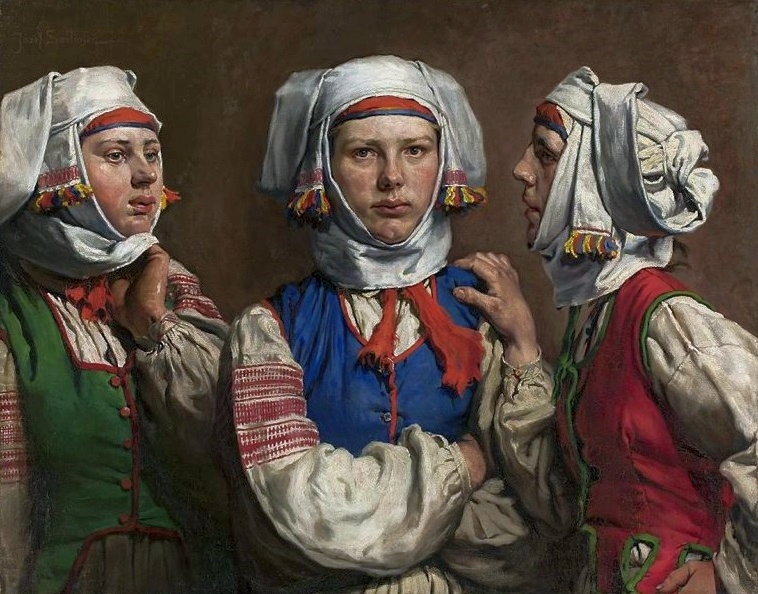
Józef Teofil Smoliński: Drei Frauen in Tracht, um 1900.
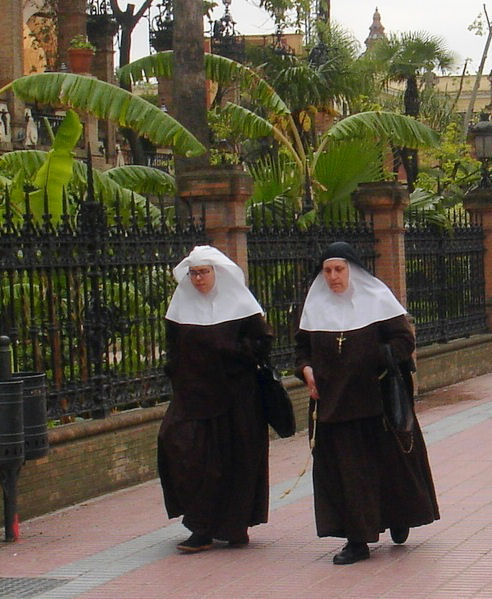
Benediktinerinnen in Sevilla
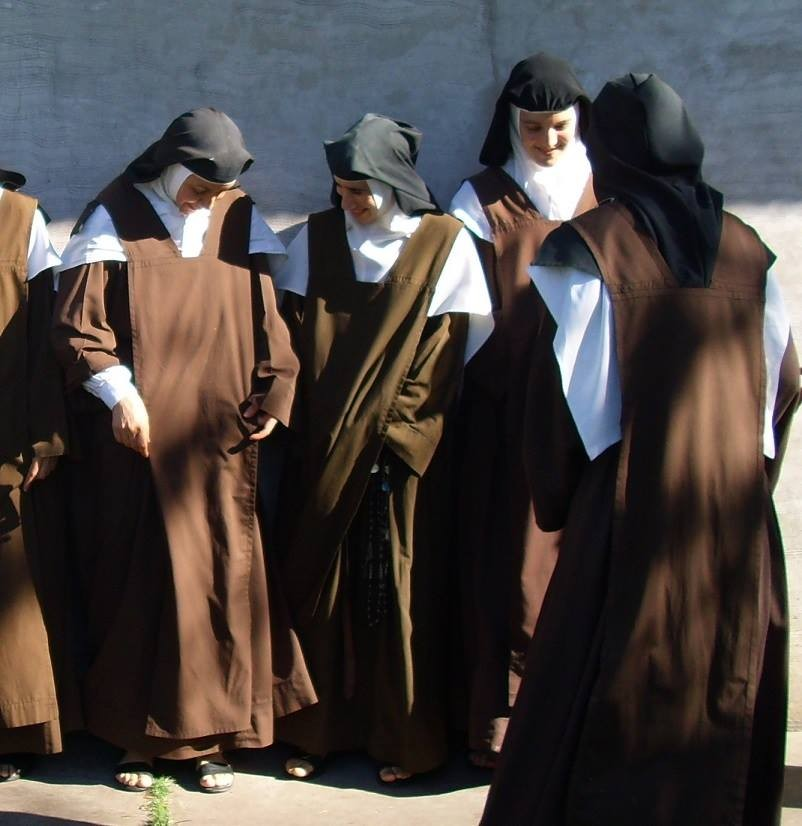
Unbeschuhte Karmelitinnen. Das Brusttuch wird in diesem Orden unter dem Skapulier getragen.